# Phù Phi
Phù Phi (tiếng Trung: 苻丕; bính âm: Fú Pī) (?-386), tên tự Vĩnh Thúc (永叔), gọi theo thụy hiệu là (Tiền) Tần Ai Bình Đế ((前)秦哀平帝), là một hoàng đế của nước Tiền Tần trong lịch sử Trung Quốc. Ông là con trai cả của Phù Kiên song không được lập làm thái tử, và sau khi Phù Kiên chết dưới tay Diêu Trường, người sáng lập nước Hậu Tần, và Thái tử Phù Hoành (苻宏) buộc phải đào thoát đến Tấn, Phù Phi đã xưng đế vào năm 385, song đã bị vua Tiền Yên là Mộ Dung Vĩnh đánh bại vào năm 386, và sau đó bị giết dưới tay tướng Tấn là Phùng Cai (馮該).

## Sự nghiệp ban đầu
Phù Phi được sử sách nói đến lần đầu là vào năm 357, khi cha ông là Phù Kiện lật đổ vị hoàng đế Phù Sinh bạo tàn và kỳ quái rồi lên ngôi với tước hiệu "Thiên vương". Phù Kiên lập Phù Phi làm Trường Lạc công. Vào thời điểm đó, Phù Phi được mô tả là người có tài cả trong việc quản trị và quân sự, tài năng chỉ kém thúc phụ Phù Dung.
Năm 378, Phù Kiên ủy thác cho Phù Phi dẫn một đội quân lớn đánh thành Tương Dương (襄陽, nay là Tương Dương, Hồ Bắc) của Tấn. Theo lời khuyên của tướng Cẩu Trường (苟萇), Phù Phi đã chọn cách vây thành và cắt nguồn tiếp tế để buộc tướng lĩnh trong thành đầu hàng, thay vì một cuộc tấn công trực diện. Tuy nhiên, khoảng tết năm 379, Phù Kiên lo lắng về việc chiếm thành nên đã gửi cho con trai cả một thanh kiếm với lời nhắn rằng nếu không chiếm được thành trong mùa xuân thì hãy tự sát với nó. Sau khi nhận kiếm, Phù Phi sợ hãi và đã thực hiện một cuộc tấn công ác liệt vào thành và chiếm được nó.

## Đô đốc Quan Đông
Năm 380, Phù Kiên triệu hồi Phù Dung, người này đang quản lý các châu phía đông (tức lãnh thổ Tiền Yên trước đây), về kinh thành Trường An để giữ chức thừa tướng thay cho Vương Mãnh. Phù Phi được phong làm đô đốc Quan Đông, Chinh Đông đại tướng quân thay thế Phù Dung. Trong năm, khi Phù Kiên thực hiện một kế hoạch để phân đồng bào người Đê của mình đến các vùng khác nhau của đế quốc, đã có một số lượng đáng kể các binh lính người Đê cùng gia đình đã đi cùng với Phù Phi đến bản doanh của ông tại Nghiệp Thành.
Phù Phi đã không tham gia trận Phì Thủy, khi đó ông vẫn ở tại Nghiệp Thành. Tuy nhiên, sau thất bại của Tiền Tần, tướng Tiên Ti là Mộ Dung Thùy, một thân vương của Tiền Yên trước đây, đã âm mưu nổi loạn để tái lập nước Yên. Năm 383, sau khi thuyết phục Phù Kiên cho phép ông ta đế các châu phía đông để ổn định lòng người sau thất bại trong trận Phì Thủy, Mộ Dung Thùy đã đến Nghiệp Thành, tại đây Mộ Dung Thùy tiếp tục mưu đồ và ông ta cùng Phù Phi từng nghĩ đến việc phục kích đối phương song đã không thực hiện. Sau đó, tộc trưởng Đinh Linh là Địch Bân (翟斌) đã nổi loạn và tiến đánh Lạc Dương, là thành do anh trai của Phù Phi Bình Nguyên vương Phù Huy (苻暉) trấn giữ, Phù Kiên lệnh cho Mộ Dung Thùy đi đánh quân Đinh Linh, và Phù Phi đã cử thân tín là Phù Phi Long (苻飛龍) làm phụ tá cho Mộ Dung Thùy. Tuy nhiên, trên đường đến Lạc Dương, Mộ Dung Thùy đã giết chết Phù Phi Long và thảm sát binh lính của Phù và chuẩn bị nổi loạn. Trong khi đó, mặc dù đã nghi ngờ Mộ Dung Thùy song Phù Phi đã không đặt con trai của Mộ Dung Thùy là Mộ Dung Nông (慕容農) và các cháu trai Mộ Dung Khác (慕容楷) và Mộ Dung Thiệu (慕容紹) dưới sự giám sát, cả ba vì thế đã có thể chạy trốn khỏi Nghiệp Thành và bắt đầu một cuộc nổi loạn riêng của họ.
Vào mùa xuân năm 384, Mộ Dung Thùy công khai tuyên bố thành lập Hậu Yên, xưng làm Yên vương. Phù Phi đã cố thuyết phục Mộ Dung Thùy chấm dứt nổi loạn, song Mộ Dung Thùy đã từ chối và tiến đánh Nghiệp Thành song đã không thể hạ thành một cách nhanh chóng. Tuy nhiên, hầu hết các thành ở phía bắc Hoàng Hà và phía đông Thái Hành Sơn đã đầu hàng hoặc bị quân Hậu Yên chiếm, khiến cho nghiệp Thành bị cô lập. (Các thành ở phía nam Hoàng Hà phần lớn đã bị Tấn chiếm.) Trong khi đó, ngay cả vùng trung tâm của đế quốc cũng đang chịu sự tấn công của quân nổi loạn Hậu Tần và Tây Yên, Phù Phi vì thế đã không còn hy vọng nhận được cứu trợ, tình hình này đã khiến cho ông và quân lính trở nên tuyệt vọng. Cuối năm 384, Mộ Dung Thùy trong một thời gian ngắn đã bỏ việc bao vây Nghiệp Thành để tái tập hợp quân lính, song cũng vào lúc đó, quân Tấn đã tiến công. Phù Phi chính thức cầu hòa, song phụ tá của ông là Dương Ưng (楊膺) lại thay mặt ông hứa hẹn sẽ đầu hàng Tấn. Với lời hứa đó, tướng Tạ Huyền của Tấn đã trợ giúp cho quân của Phù Phi và cung cấp lương thảo, song liên minh này cuối cùng lại tan vỡ. Trong khi đó, Mộ Dung Thùy quay trở lại và tiếp tục vây thành sau khi đánh bại quân Tấn của Lưu Lao Chi (劉牢之). Năm 385, Phù Phi bỏ Nghiệp Thành và dẫn quân về phía tây bắc để đến Tấn Dương (晉陽, nay thuộc Thái Nguyên, Sơn Tây), tại đây ông nhận được tin phụ hoàng đã bị vua Diêu Trường của Hậu Tần sát hại. Phù Phi do vậy đã xưng đế.

## Trị vì
Phù Phi đã dùng nhiều biện pháp để củng cố vị trí hiện tại của mình, lãnh thổ lúc này chỉ còn giữ được vùng đất nay là Sơn Tây, mặc dù vậy, vẫn còn có những nơi trung thành Tiền Tần ở các vùng nay là Thiểm Tây và Cam Túc còn đang kháng cự, thậm chí là trong lãnh thổ Hậu Yên. Thừa tướng Vương Vĩnh (王永) (con trai Vương Mãnh) đã ban hành một tuyên bố chiêu dụ tất cả những người còn trung thành chuẩn bị hội ngộ tại Lâm Tấn (臨晉, nay thuộc Vị Nam, Thiểm Tây) vào mùa đông năm 386. Nhiều tướng lĩnh địa phương đã đáp lại lời kêu gọi song việc hội ngộ đã không bao giờ diễn ra.
Vào mùa thu năm 386, vua Tây Yên là Mộ Dung Vĩnh cùng thần dân đã bỏ Quan Trung để đến phía đông để trở về quê hương của mình, ông ta đã yêu cầu Phù Phi cho phép đi qua. Phù Phi đã từ chối và cố ngăn chặn họ, song phải hứng chịu thất bại, trong đó Vương Vĩnh và đại tướng Thư Cừ Câu Thạch Tử (沮渠俱石子) đã bị giết, hầu hết các quan của Phù Phi cùng với Dương Hoàng hậu đã bị bắt. Đại tướng duy nhất của Phù Phi vẫn còn một đội quân mạnh là người anh em họ của ông, Đông Hải vương Phù Toản (苻纂), người này vẫn ở Tấn Dương, song Phù Phi nghi ngờ Phù Toản và do vậy đã không trở về Tấn Dương, thay vào đó ông tiến về phía nam để đánh Lạc Dương, khi đó đang do Tấn chiếm giữ. Tướng Phùng Cai (馮該) của Tấn đã chặn và giết ông trong trận chiến. Các con trai của ông là Thái tử Phù Ninh (苻寧) và Trường Lạc vương Phù Thọ (苻壽) cũng bị quân Tấn bắt song được tha và giao cho bá phụ là Phù Hoành (苻宏), là người trước đó đã đầu hàng Tấn. Các con trai của ông là Bột Hải vương Phù Ý (苻懿) và Tế Bắc vương Phù Sưởng (苻昶) được một quan lại hộ tống đến chỗ người cháu trai họ đằng xa là Phù Đăng, Phù Đăng ban đầu đề xuất lập Phù Ý làm hoàng đế, song sau đó đã tự mình lên ngôi khi được các thuộc cấp kiến nghị.